# Tonatiuh

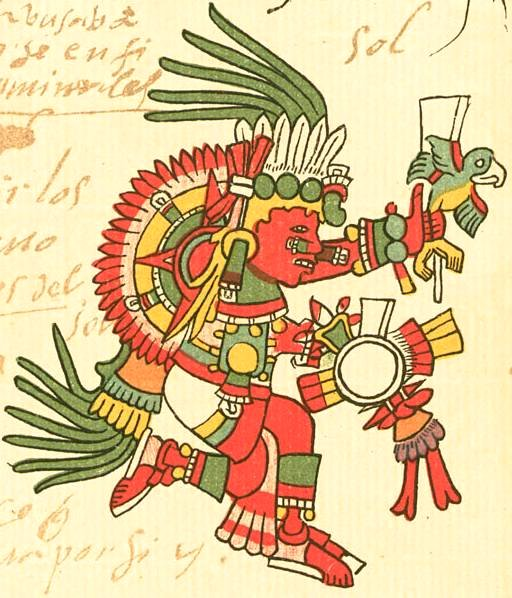
Tonatiuh

Tonatiuh (på Nahuatl: Ōllin Tōnatiuh, "solens rörelse") var en solgud i mytologin hos toltek- och aztekindianerna i Mexiko. 
Han var känd som den "Femte Solen" och representerade solen under dagtid och under en av dess cykler.